# فضل‌الله راوندی
فصل‌الله راوندی (؟ -۱۱۵۶م) (نسب:ضیاءالدین ابوالرضا فضل‌الله بن علی حسنی راوندی) فقیه شیعه، شاعر و ادیب بود که به علوم عقلی و ریاضیات نیز می‌پرداخت. 

## آثار
- الکافی فی التفسیر
- تفسیر کلام الله المجید: ناتمام ماند
- الطراز المُذهب فی إبراز المَذهب
- مقاربة الطِیّة الی مقارنة النیّة
- ضوء الشهاب فی شرح الشهاب
- الکافی فی علم العروض و القوافی
- نظم العروض
- الطبّ الرضوی
- غمام الغموم
- مُزنُ الحُزن
- مجمع اللطائف و منبع الظرائف
- نثر اللآلی لفخر المعالی
- غنیة المغنّی و مُنیة المتمنّی
- کتاب الحسیب النسیب للحسیب النسیب[۲]